# بكري بايين
بكري بايين (بالفارسية: بکری پائین) هي مستوطنة تقع في قسم برون الريفي في إيران. يقدر عدد سكانها بـ 10 نسمة .